# Церковь Святого Петра (Рига)
Церковь Святого Петра (латыш. Svētā Pētera baznīca, нем. Petrikirche) — один из символов и одна из главных достопримечательностей города Риги (Латвия). Находится в Старом городе. Древнейшее по времени основания культовое сооружение города, впервые упоминается в 1209 году.
Знаменита своим оригинальным, узнаваемым шпилем (общая высота башни церкви — 123,5 метра, из которых 64,5 метра приходится на шпиль). До постройки Рижской телебашни (1985) церковь Святого Петра являлась самым высоким сооружением в городе.

## История
Впервые церковь Святого Петра упоминается в хрониках 1209 года. Изначально предполагалось, что это будет главная церковь города. В противовес Домской церкви, храм Святого Петра строился как народная церковь — деятельное участие в сборе средств на строительство принимали купцы, ремесленники и другие жители города. Кроме того, церковь Святого Петра была главным культовым зданием рижских бюргеров (привилегированного слоя городского населения в феодальной Риге). При церкви действовала одна из старейших школ города. В 1297 году, во время сражений горожан с Ливонским орденом, на крыше здания были установлены камнемётные орудия (катапульты), обстреливавшие замок Виттенштейн.
Строился храм в характерном для Северной Европы сдержанно-готическом стиле. Первоначально церковь представляла собой, по-видимому, небольшое помещение зального типа с тремя нефами одинаковой высоты и, вероятно, с отдельно стоявшей башней. В наши дни остатки этого сооружения образуют центральную часть храма (внешние стены боковых приделов и несколько колонн в интерьере). В 1408—1409 годах архитектор Иоганн Руммешоттель из Ростока построил новую алтарную часть здания (прообразом, возможно, послужила ростокская церковь Девы Марии). Реконструкция храма была продолжена в 1456 году и длилась вплоть до 1473 года, когда завершилось строительство готической башни-колокольни. Часы на башне впервые появились в 1352 году.
Свой барочный фасад с тремя богато декорированными порталами здание получило в XVII веке. К этому же времени относится последняя перестройка башни храма и возведение первого шпиля в его сегодняшнем виде. Вышеперечисленными строительными работами руководил мастер строительного дела города Риги Руперт Бинденшу.
Во время Второй мировой войны церковь вместе с прилегающей к ней территорией сильно пострадала от артобстрела. По одной из версий, усиленный обстрел здания был вызван тем, что на башне размещался наблюдательный пункт оборонявших город советских войск. В результате артобстрела и вызванных им пожаров, шпиль и крыши здания были уничтожены, погибло внутреннее убранство храма, были сильно повреждены стены (см. Оборона Риги).
В течение длительного времени здание лежало в руинах. 14 июня 1966 года Совет Министров Латвийской ССР принял постановление № 304 «О восстановлении здания бывшей церкви Петра в г. Риге». Проект реставрации разработали архитекторы П. Саулитис и Г. Зирнис, реставрацией руководил Э. Дарбварис.
В 1973 году был окончен новый шпиль церкви. Реставрация же интерьера продолжалась вплоть до 1983 года. Главный неф перекрыли новыми, железобетонными сводами. Было восстановлено несколько склепов, в том числе и склеп синей бюргерской гвардии. От старого убранства храма сохранились лишь старинные эпитафии деревянной резьбы — незадолго до войны они были вывезены в Польшу, благодаря чему и уцелели.
После реставрации в здании размещался выставочный и концертный зал. В настоящее время храм передан лютеранской церкви Латвии, проводятся регулярные службы.
С 1976 года на башне церкви Святого Петра 5 раз в день исполняется запись мотива народной песни «Rīga dimd» (с латыш. — «Рига гремит»).

## Шпиль

Общий вид южного фасада церкви и схема деревянных конструкций шпиля, 1923 год

Шпиль церкви Святого Петра является наиболее узнаваемой её частью и неотъемлемой составляющей панорамы Риги.
В XIII веке церковная башня, по-видимому, представляла собой отдельно стоящее сооружение. Как часть храма, башня впервые была возведена в конце XV века, тогда же соорудили восьмигранный деревянный шпиль, простоявший почти два века. В 1666 году обветшавший шпиль обрушился, раздавив один из домов и убив восемь человек. На следующий год шпиль восстановили, однако через 10 лет он сгорел. В своём сегодняшнем виде шпиль впервые был возведён в 1690 году. Примечательно, что этот шпиль долгое время являлся самым высоким деревянным шпилем в Европе (общая высота башни составляла 123,5 метра, из них 64,5 метра приходилось на сам деревянный шпиль).
В 1721 году в башню церкви Святого Петра ударила молния, вызвавшая пожар, в тушении которого принимал участие находившийся в то время в Риге российский император Пётр I. Однако потушить пожар не удалось — шпиль выгорел практически полностью и обрушился. По счастливой случайности, горящий шпиль не рухнул на город, а «сложился сам в себя», не причинив дополнительных разрушений (легенды приписывают это молитвам Петра I). В этом же году по именному указу Петра I были начаты работы по воссозданию шпиля, окончившиеся только через 20 лет, в 1741 году. Восстановленный шпиль просуществовал ровно два столетия и был уничтожен в день памяти Святого Петра (по григорианскому календарю), 29 июня 1941 года в башню попал снаряд одной из немецких гаубиц, обстреливавших осаждённый город. Восстановление шпиля было окончено лишь в 1973 году. Новый шпиль своими формами и размерами полностью повторяет прежний, но выполнен из металла. В шпиле оборудованы две смотровые площадки (на высотах 57 и 71 метр), а для облегчения доступа посетителей на них были установлены лифт и железобетонные лестницы.
Сегодня смотровые площадки церкви Святого Петра пользуются большой популярностью среди туристов, а сам шпиль запечатлён на множестве сувениров.
Шпиль церкви Святого Петра украшен фигурой петушка. Функция петушков на храмовых шпилях — указание направления ветра, так как все они являются флюгерами. Изначально петушки окрашивались двумя цветами: один бок был чёрным, а другой — золотым. Сделано это было в целях более удобного оповещения населения о направлении ветра. В Риге это было особенно актуально, так как, будучи торговым городом, она сильно зависела от морских торговых путей, а следовательно — и от ветра. Когда ветер дул с моря, птицы поворачивались к городу золотым бочком, и, сияя на солнце, извещали рижских купцов о том, что корабли с товаром смогут зайти в бухту. Если же ветер дул с суши, то петушки поворачивались чёрной стороной, и купцам было ясно, что сделки не состоятся: корабли зайти в порт не смогут.
Современный петушок был установлен вместе с новым шпилем, в 1973 году, однако предыдущий, двухсотпятидесятилетний бронзовый петушок также сохранился. На самом деле новый петушок был установлен на шпиле 21 августа 1970 года, о чём есть упоминание в газете «Ригас Балсс» за 22 августа 1970 года. Во время обрушения шпиля в 1941 году петух был серьёзно повреждён, однако затем отреставрирован и сейчас находится в церкви Святого Петра, около лестниц на башню.

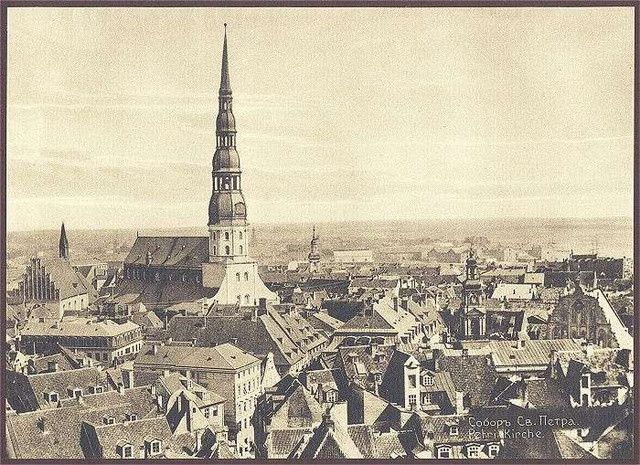
Собор Св. Петра (в соответствии с подписью) в панораме Риги. Открытка конца XIX века. Снимок сделан, по всей видимости, с башни Домского собора
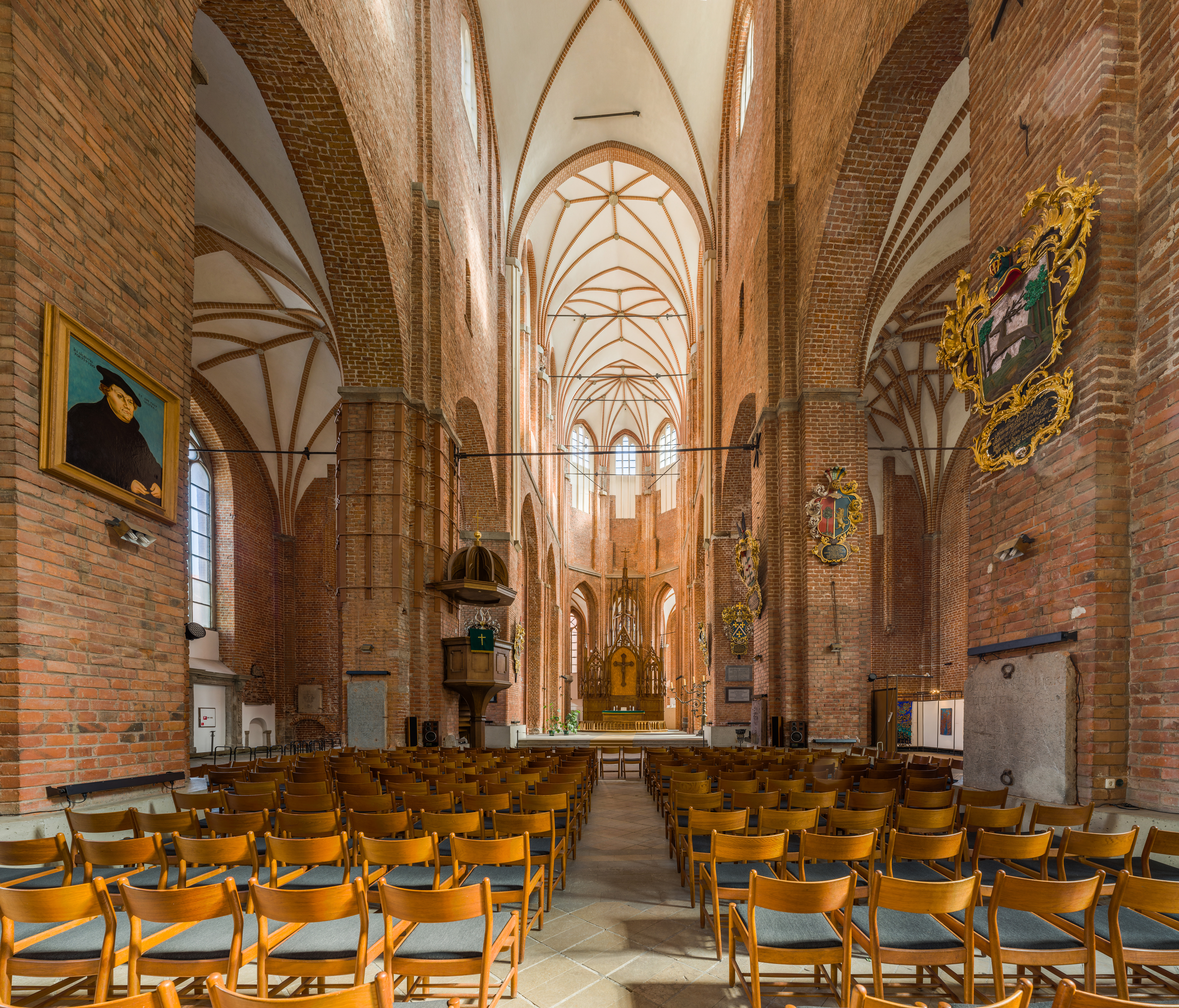
Интерьер храма

## Персоналии
Кален, Шотто — пастор церкви святого Петра до своей смерти 10 июля 1657 года.